# Шишин, Михаил Юрьевич
Михаил Юрьевич Шишин (род. 16 марта 1956 года, Рубцовск, Алтайский край, РСФСР, СССР) — российский искусствовед, академик Российской академии художеств (2017).

## Биография
Родился 16 марта 1956 года в г. Рубцовске Алтайского края, живёт и работает в Барнауле.
В 1987 году — окончил Уральский государственный университет имени А. М. Горького.
В 1997 году — защитил кандидатскую диссертацию, тема: «Онтологические и методологические основания концепции ноосферогенеза».
В 2003 году — защитил докторскую диссертацию, тема: «Ноосферная концепция культуры».
В 2004 году — присвоено учёное звание профессора.
В 2017 году — избран академиком Российской академии художеств от Отделения Урал, Сибирь, Дальний Восток, член Президиума РАХ.
Заместитель председателя по научно-творческой работе Регионального отделения Урала, Сибири и Дальнего Востока РАХ в г. Красноярске (…г.)
С 1990 года — член Союза художников СССР, России.
С 2021 года — член Китайско-российской академии изобразительного искусства.
Член Общественной палаты при Губернаторе Алтайского края, заведующий кафедрой ЮНЕСКО и профессор кафедры архитектуры и дизайна Алтайского государственного технического университета имени И. И. Ползунова, главный редактор электронного журнала «Искусство Евразия», член редакционных советов и редколлегий журналов: журнал института комплексных исследований Гималаев «КАЛП» университета г. Шимла (штат Химачал-Прадеш, Индия); «Исторические, философские, политические и юридические науки, культурология и искусствоведение. Вопросы теории и практики» (входит в перечень ВАК); «Культура в евразийском пространстве: традиции и новации»; «Культурное пространство Русского мира».

## Научная деятельность
Основные научные труды
Статьи в SCOPUS и WoS:
- Traditional Mongolian doctrine arga bilig: its sense and application to culture studies (on the example of Western Mongolian epic) (статья), Journal of Eurasian Studies. 2013, № 6, pp. 82-87, соавтор — Belokurova S.M.;
- The ethno-cultural concept of classical eurasianism (статья), International Journal of Environmental and Science Education. 2016, Vol. 11, № 12, pp. 5155-5163, соавторы — Ivanov A.V., Fotieva I.V., Belokurova S.M.

Монографии и альбомы по философии и искусству
- Евразийский мир: ценности, константы, самоорганизация (Коллективная монография), Новосибирск: Сибирское научное издательство, 2010. — 449 с., соавторы: Попков Ю. В., Иванов А. В., Тюгашев Е. В.;
- Учение арга билиг как ось монгольской культуры. (Монография), Барнаул: Изд-во АлтГТУ, 2013, соавторы: Белокурова С. М., Н. Цэдэв;
- Искусство Сибири и Монголии ХХ — начала ХХI в.: очерки истории и теории, Барнаул: Изд-во Алтгту, 2018, Уранчимэг Д.,Белокурова С. М., Умербек Б. и др.;
- Зов Афона: монахи и паломники В. Г. Калинина. (Альбом), Москва: Российская академия художеств, 2016;
- Палитра, опаленная войной. (Научная монография. Вступительная статья, редактирование, составление), Барнаул: Российская академия художеств, 2020;
- Наша общая победа. (Российско-монгольский альбом, посвященный 75-леттю Победы в ВОВ), Барнаул: Изд-во АлтГТУ, 2020, соавтор: Белокурова С. М.

Статьи в журналах перечня ВАК
- Основные черты стиля «метаисторический экспрессионизм» и его проявление в искусстве современных художников Сибири и Монголии (статья), Исторические, философские, политические и юридические науки, культурология и искусствоведение. Вопросы теории и практики. 2017. № 11 (85). С. 208—212.;
- Основные факторы в развитии искусства Монголии в XX—XXI веках (статья ВАК), Манускрипт. 2019. Т. 12. № 6. С. 207—211.

## Награды
- Почётный работник высшего профессионального образования Российской Федерации (2011)
- Почетный гражданин Ховдского аймака, Монголия (2009)
- Почетный гражданин Баян-Ульгийского аймака, Монголия (2010)
- Лауреат международной премии за экологическую деятельность «Конде Наст Тревелл» (1997)
- Лауреат Всероссийской литературной премии «Белуха» имени Г. Д. Гребенщикова ВТОО «Союза писателей России» (2017)
- Почетный профессор Монгольского государственного университета культуры (2018)
- Почетный доктор Ховдского государственного университета (2019)
- Золотая медаль РАХ (2021)